# رؤوس الألبان
رؤوس الألبان: لائحة اتهام إبادة الشعب الألباني هي وثيقة ألمانية نشرت عام 1913 كتبها الإعلامي والسياسي النمساوي ليو فراندليتش (1875-1953). الوثيقة عبارة عن مجموعة الأخبار التي قام بجمعها أثناء سفره إلي منطقة فيلايت بإقليم كوسوفو أثناء الغزو الصربي في الفترة 1912-1913 موضحًا تفصيليٍا المذابح واسعة النطاق والاغتصاب والطرد والتعذيب والإيذاء التي عانى منها المدنيون الألبان تحت الحكم الصربي من قبل الجيش وقوات شيتنيك شبه العسكرية. وفقا لوثائق فراندليتش فإن مجموع ضحايا تلك المذابح هو 25000 ألباني وتصف الوثيقة طرق التطهير العرقي التي اُتبعت لإبادة الألبان من مقدونيا، شمال ألبانيا، وكوسوفو. أعاد)روبرت إلسي ترجمة الوثيقة وأكدت اللجنة الدولية تلك التقارير للتحقيق في أسباب اندلاع حرب البلقان.

## المحتوى
يكتب فراندليتش عن آلاف الرجال والنساء والأطفال والمسنين الذين قُتلوا أو عُذبوا حتى الموت.  يحتوي التقرير على معلومات حول كيفية نهب قرى بأكملها وإحراقها عن بكرة أبيها، والنساء والفتيات الصغيرات اللواتي تعرضن للاغتصاب، ونهب الريف وتدميره وجعله يسبح بالدماء ودعا إلى إجراء تحقيق دولي يطالب قوات الصرب والجبل الأسود بمغادرة شمال ألبانيا وأن تتوقف تلك الاعتداءات الوحشية.ً أُخبر فراندليتش من َقبل المسئولون الصربيون أنهم سوف يمحوون الألبان  بالرغم من احتجاجات القوى العظمى. بحسب فراندليتش فإن جرائم الحرب مدعومة بالكامل من قبل السلطات الصربية ، كما يصف قيام الجيش النظامي الصربي  إلى جانب الشيتنيك بمهاجمة المدنيين العُزل، وخنق الأطفال والمسنين واغتصاب الفتيات البالغات من العمر 12 عامًا. حظي التقرير بأهتمام بالغ في أوروبا من خلال تقارير مكاتب الأخبار عن الأعمال الوحشية المروعة التي ارتكبتها الجيوش الصربية. قدم كروزيتونج تقريراً عن «إبادة السكان الألبان وديلي كرونيكل حول مذبحة ألفي شخص من الأرناؤوط في كومانوفو» وخمسة الاف أخرون في بريشتينا 
ذكرت صحيفة الماسيجيرو في روما عن المذابح الشنيعة للألبان في فيلايت بإقليم كوسوفو وذكرت صحيفة (L'Humanité) الفرنسية النهب والمجازر والدمار. دعا فراندليتش القوي العظمى للمساعدة وحماية السكان العُزل ضد جيشًا بدولته في إشارة إلى كيف لم يقاوم الألبان القوات الصربية الغازية ولكنهم بالرغم من تعاونهم  ذُبحوا. يُذكرأن الجنود الصرب قاموابإشعال النيران في المنازل بقرية كومانوفو حتي اختناق السكان ثم أطلقوا النار عليهم. تتضمن التقارير وصفًا لكيفية قتل الألبان والكهنة الكاثوليك على أيدي الجيوش الصربية وكيف حَولت الكنيسة الأرثوذكسية الصربية جبريًا الكاثوليك الألبان إلى الأرثوذكسية. تعرضت في ألبانيا العديد من الكنائس الكاثوليكية للسرقة  بما في ذلك الكنائس الأرثوذكسية. نُفذت المطاردات بواسطة رجال الشرطة الصرب الذين قتلوا العديد من الألبان وأحراقوا المنازل والقرى بأكملها مع إحراق السكان أحياء أو إطلاق النار عليهم أثناء فرارهم. سُرق الكثير من الطعام على أيدي الجنود الصرب من القرويين الألبان، مما أدى إلى الجوع والمرض. يكتب (فراندليت عن تفاخر الضباط الصرب موضحًا كيف سرقوا المنازل وذبحوا السكان الألبان أينما ذهبوا. هُوجمت مناطق أخرى مثل منطقة لوما حيث تم حرق الرجال أحياء. أخبر الضباط الصربيون فراندليتش علانية مبررهم لإحراق ثمانين قرية بمنطقة لوما. وذكرت تقارير أخرى أن المتطوعين الصرب سافروا من صربيا وانضموا إلى الجيوش إستمرارًا للأعمال الوحشية. ووصف فراندليتش كيف حكمت إحدى المحاكم العسكرية على 36 ألبانياً بالإعدام وأُطلقت عليهم النار. دعا ضابط صربي فراندليتش إلى «مطاردة» وتباهى أنه قتل تسعة من الألبان. وتحدثت تقارير أخرى عن الجنود الصرب في سكوبي الذين تحدثوا علانية عن الاغتصاب والقتل الذين ارتكبوهم، وهم سكارى من النصر. إحدى الحالات التي أزعجت فراندليتش كانت عندما أُبلغ عن جندي صربي اقتحم منزلاً ألبانياً وأجبر الأب تحت تهديد السلاح على إضاءة الغرفة بينما شرع الجندي الصربي في اغتصاب الزوجة والفتيات.